# Mikkelinjärvet (Jukkasjärvi socken, Lappland, 756050-174657)
Mikkelinjärvet är en sjö i Kiruna kommun i Lappland och ingår i Torneälvens huvudavrinningsområde. Sjön har en area på 0,0413 kvadratkilometer och ligger 359 meter över havet.

## Delavrinningsområde
Mikkelinjärvet ingår i det delavrinningsområde (756004-174675) som SMHI kallar för Utloppet av Vuoksujärvi. Medelhöjden är 366 meter över havet och ytan är 9,33 kvadratkilometer. Räknas de 6 avrinningsområdena uppströms in blir den ackumulerade arean 84,93 kvadratkilometer. Särkijoki som avvattnar avrinningsområdet har biflödesordning 3, vilket innebär att vattnet flödar genom totalt 3 vattendrag innan det når havet efter 365 kilometer. Avrinningsområdet består mestadels av skog (27 procent) och sankmarker (41 procent). Avrinningsområdet har 2,52 kvadratkilometer vattenytor vilket ger det en sjöprocent på 27 procent.